# Toba (Helbedündorf)
Toba ist ein Ortsteil der Gemeinde Helbedündorf im Kyffhäuserkreis in Thüringen.

## Geografie
Toba liegt südöstlich von Großbrüchter an der Landesstraße 1032 in einer landwirtschaftlich genutzten Flur. Richtung Osten schließt sich ein Wald in gebirgiger Landschaft des Dün an.

## Geschichte
Am 26. März 1143 wurde der Ort erstmals urkundlich erwähnt.
346 Personen bewohnen heute das Dorf. Im 12. – 14. Jahrhundert war es Sitz der Grafschaft von Kirchberg, dann im 13. Jahrhundert hatten die Grafen von Honstein hier ihren Sitz. Drei Linden erinnern an erhöhten Standorten an diese Zeit. Auch die Namen der ehemaligen nicht mehr vorhandenen Tore, Kirch-, Fall- und Angerthor, erinnern an diese Macht. Bis 1918 gehörte der Ort zur Unterherrschaft des Fürstentums Schwarzburg-Sondershausen. Toba war und ist landwirtschaftlich geprägt. Die Bauern mussten in den 1950er Jahren den Weg der Kollektivierung der Landwirtschaft in der DDR gehen. Nach der politischen Wende fand man neue Formen der Landarbeit unter geänderten Eigentumsverhältnissen (siehe Keula). Herausragendes Bauwerk ist die Kirche St. Georg. Von 1606 bis 1608 aufwändig repariert, besitzt sie einen der schönsten Dorfkirchtürme Thüringens. In ihm hängen drei Eisenhartgussglocken aus dem Jahr 1921. Ihre Schlagtöne sind f′, a′ und c″. Die Kirche selbst ist ein gotischer Saalbau, dessen Innenraum von einer für Thüringen typischen Holztonne überspannt wird. Sehenswert sind der Hochaltar und die Orgel. Sie ist allerdings durch Regenwasser beschädigt und kann nicht bespielt werden.
Die Gründung der Gemeinde Helbedündorf erfolgte am 25. November 1993 (siehe dazu Helbedündorf).

## Persönlichkeiten
- Johann Gottfried Gregorius (Melissantes) (1685–1770): geboren im Tobaer Pfarrhaus, Pfarrer in Dornheim (Thüringen) und „Polyhistor“ (vielseits Gelehrter) in der Barockzeit.

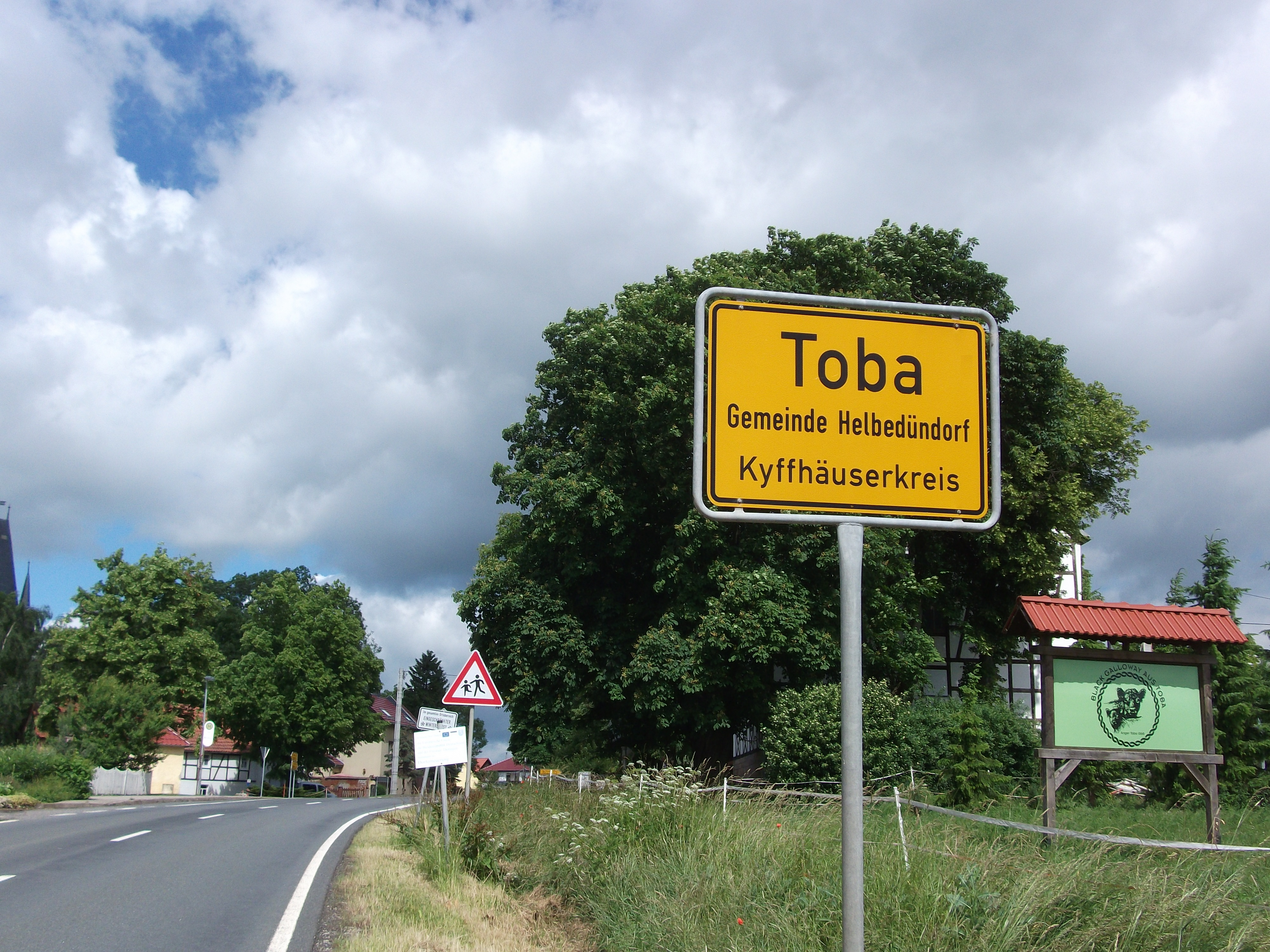
Toba Ortseingang
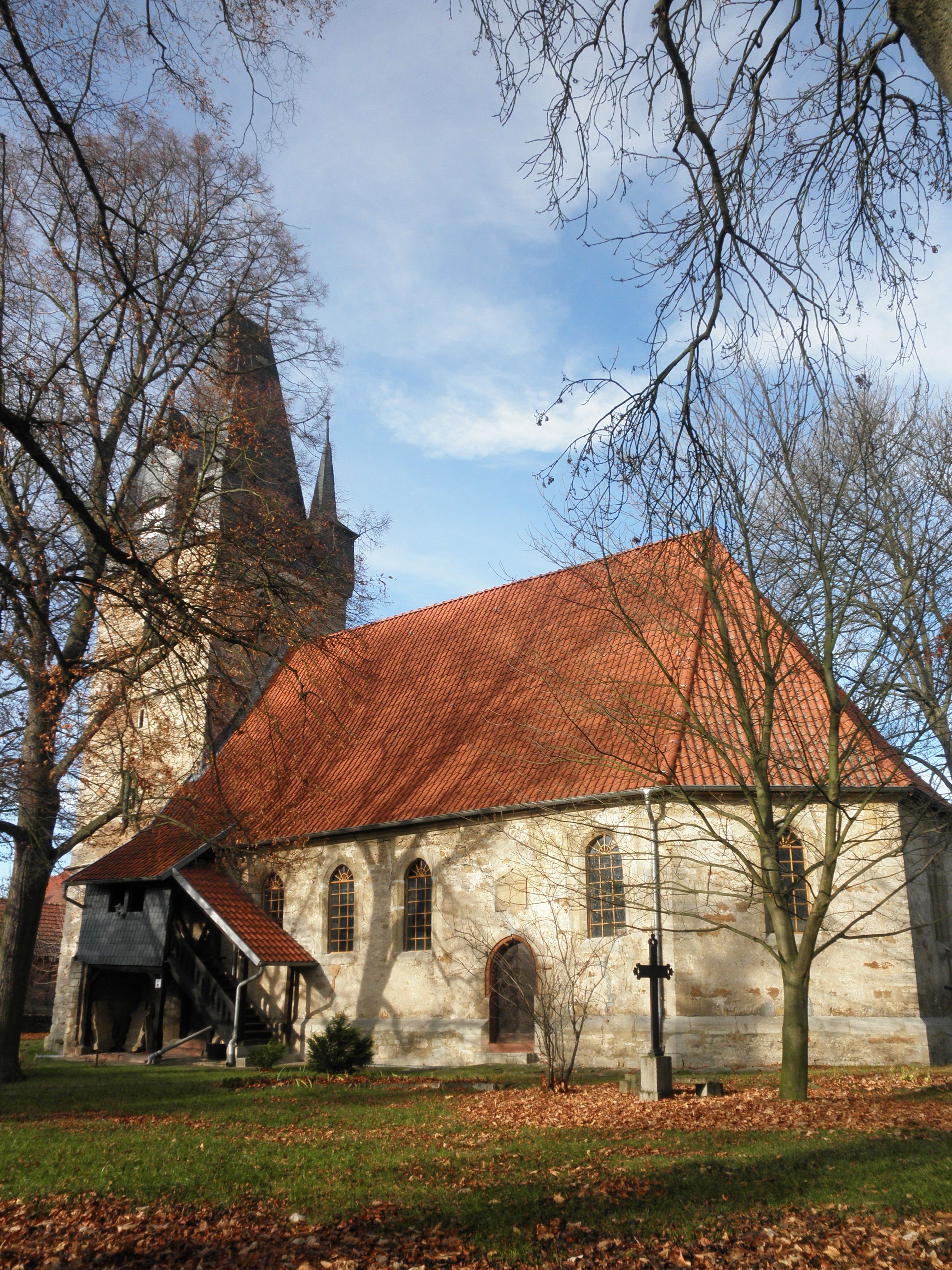
Kirche in Toba
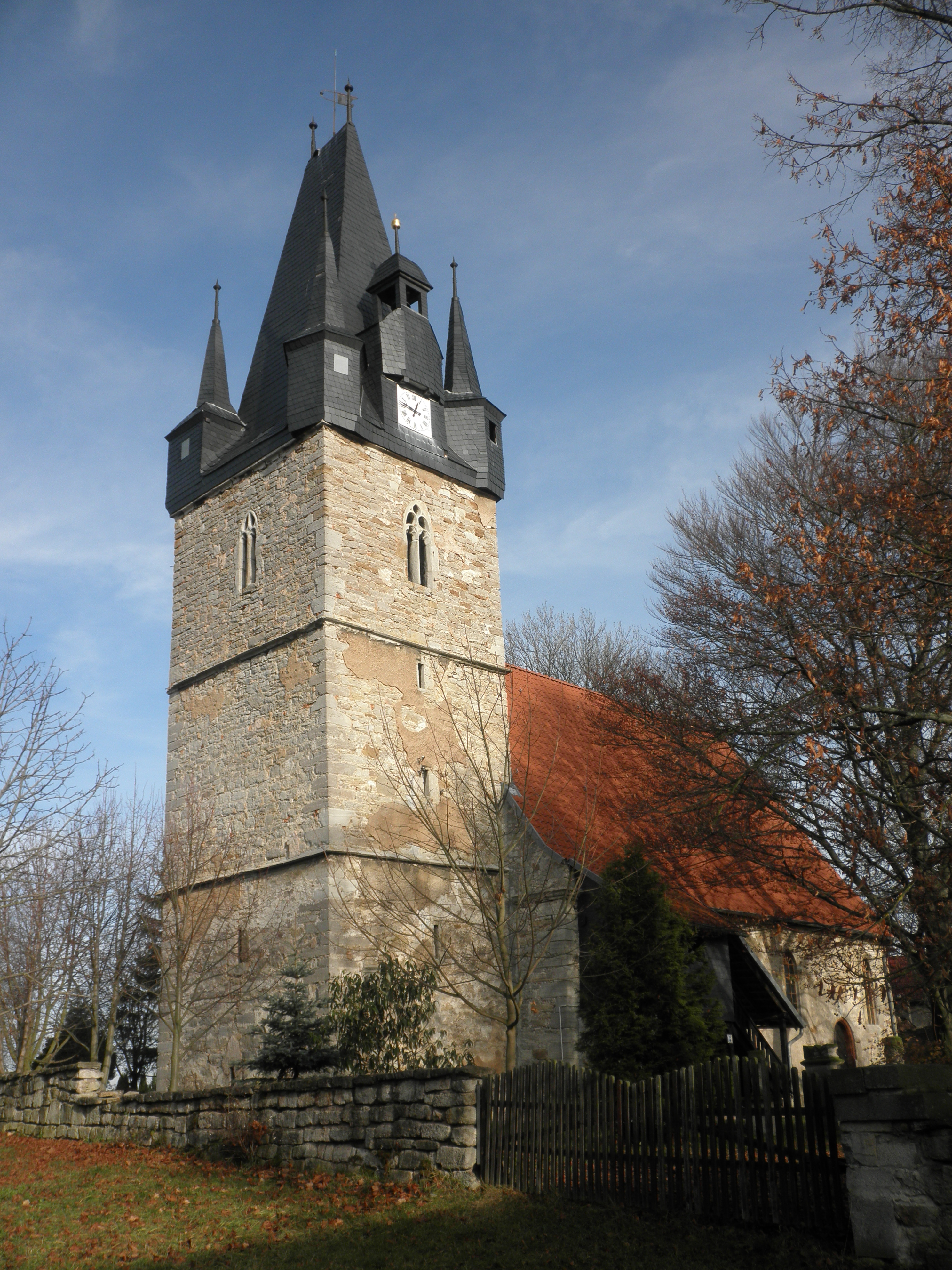
Kirche in Toba
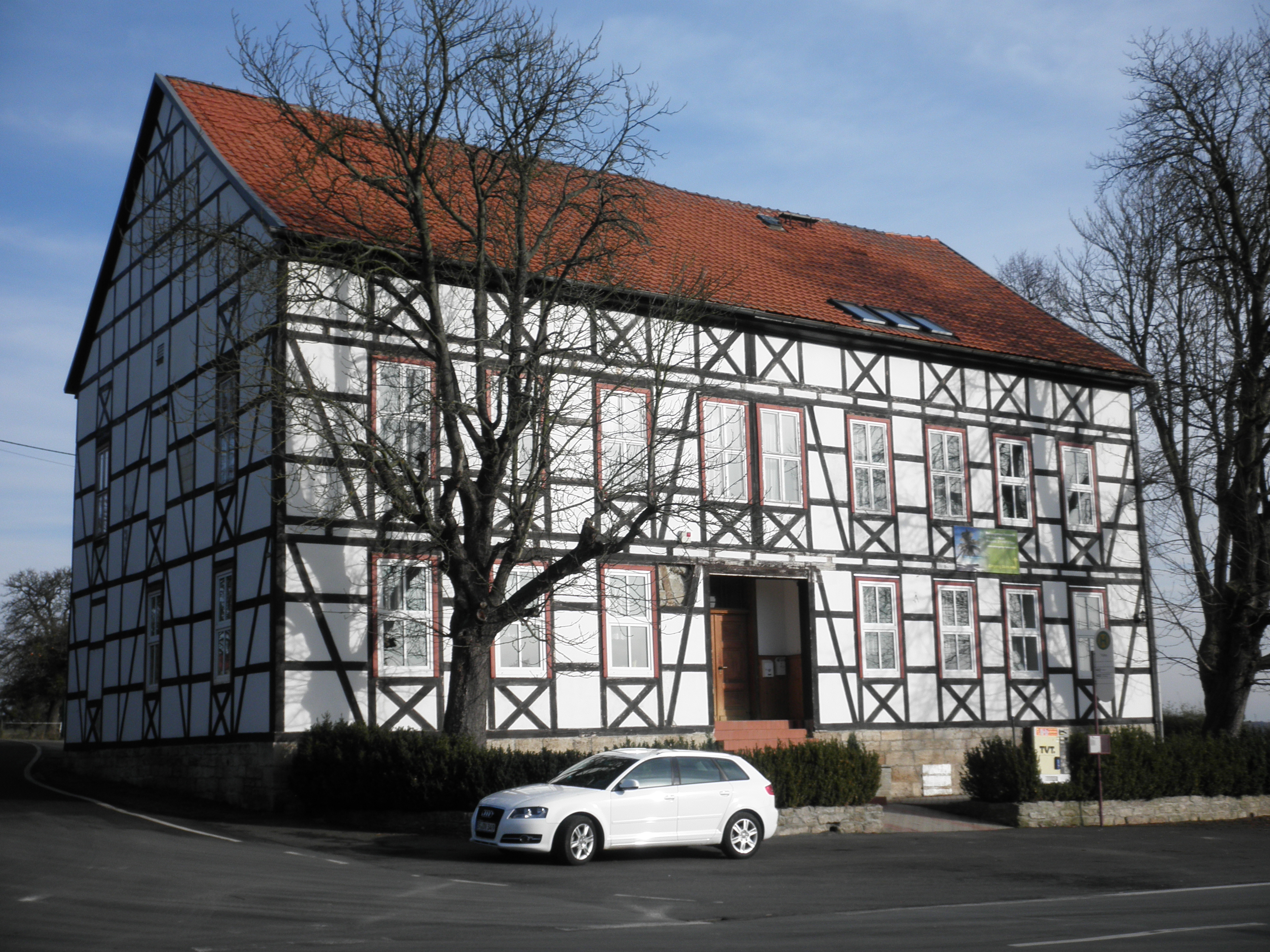
Toba Fachwerkhaus
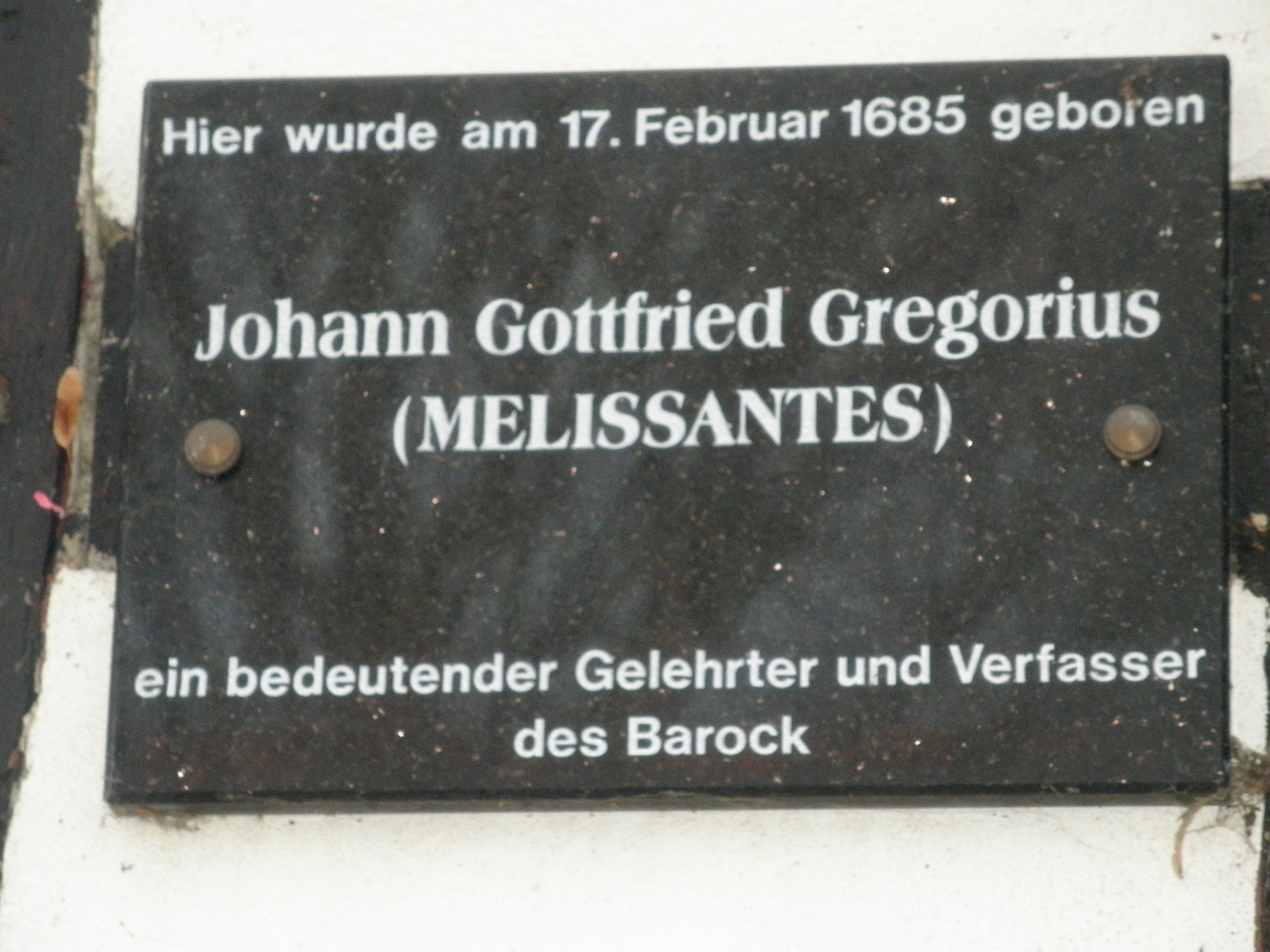
Johann Gottfried Gregorius (Melissantes) (1685–1770)